# Karl von Hammerstein-Gesmold
Karl Wilhelm Frithjof Freiherr von Hammerstein-Gesmold (* 30. September 1866 in Verden; † 13. Mai 1932 in Bockel) war ein deutscher Verwaltungsjurist, Politiker und Ehrenritter des Johanniterordens.

## Leben

### Herkunft
Karl von Hammerstein-Gesmold war ein Sohn des preußischen Generalmajors Emil von Hammerstein-Gesmold (1827–1894) und dessen Ehefrau Ingeborg, geborene Freiin Marschalck von Bachtenbrock (1845–1910). Der spätere Generalleutnant und Ritter des Ordens Pour le Mérite Frithjof von Hammerstein-Gesmold (1870–1944) war sein jüngerer Bruder. 

### Karriere
Nach dem Besuch der Gymnasien in Stralsund und Pforzheim studierte er Rechtswissenschaften an den Universitäten von Straßburg, Berlin und Göttingen. In Straßburg wurde er Mitglied des Corps Rhenania Straßburg. Hammerstein leistete 1888/89 seinen Wehrdienst als Einjährig-Freiwilliger ab und avancierte zum Hauptmann der Reserve im Infanterie-Regiment „König Wilhelm II. von Württemberg“ (6. Königlich Sächsisches) Nr. 105.
Nach der Ersten Staatsprüfung 1893 war er Rechtsreferendar beim Oberlandesgericht Celle, Hildesheim und Zeven. 1898 wurde er Regierungsassessor. Als Rittergutsbesitzer in Bockel wurde er 1900 zunächst kommissarischer Landrat, dann von 1901 bis 1930 Landrat im Landkreis Zeven. Die Stadt Zeven ernannte Hammerstein 1930 zum Ehrenbürger. Er war von 1900 bis 1932 Mitglied des Provinziallandtages Hannover.

### Familie
Hammerstein hatte sich am 4. März 1900 in Hildesheim mit Marie Freiin von Bothmer (* 1875) verheiratet. Aus der Ehe gingen die beiden Söhne Frithjof (* 1902) und Sigurd (* 1903) hervor.